# Wychodek

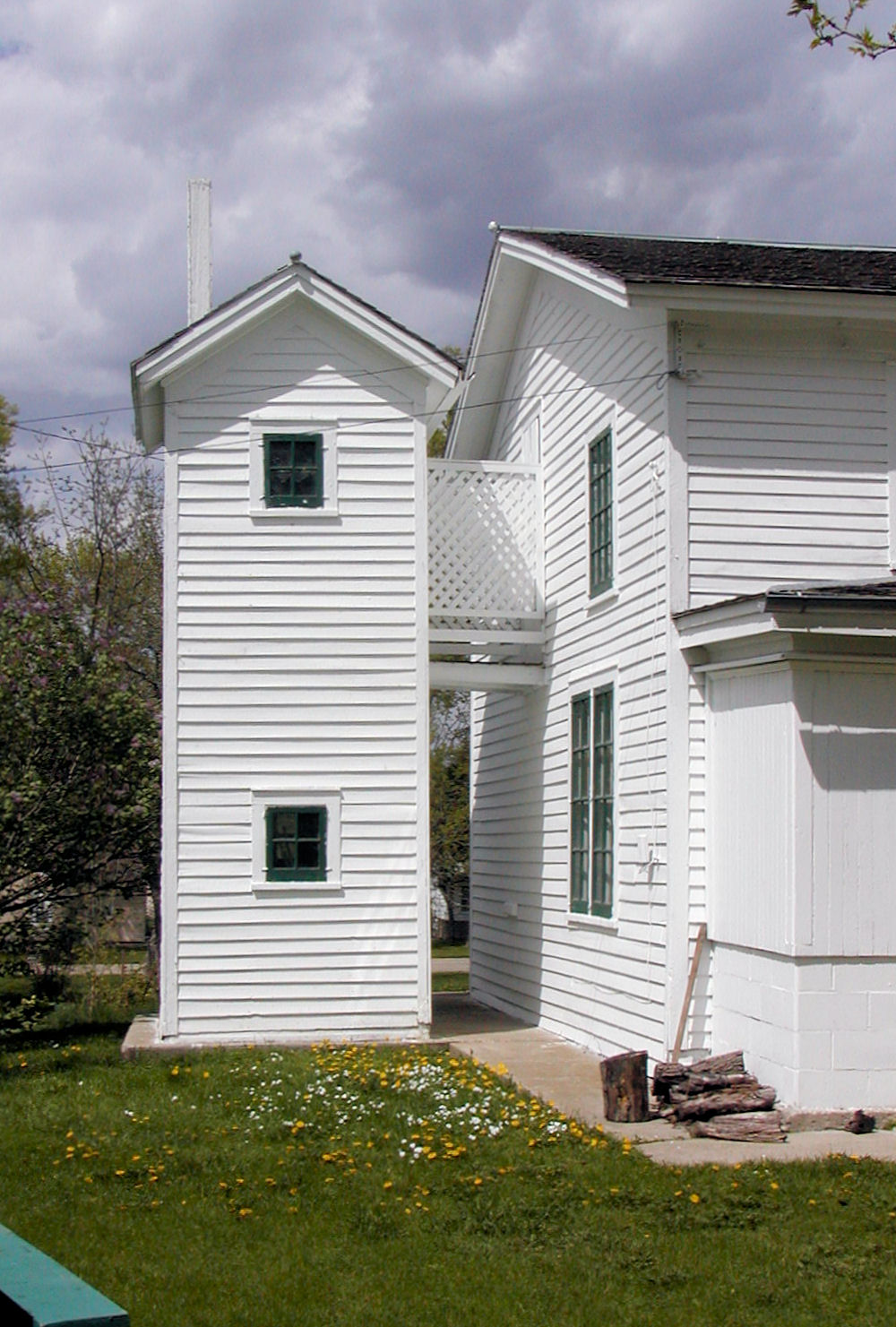
Czasami wychodki mogą przyjmować nietypowe formy: piętrowy wychodek połączony z domem za pomocą napowietrznej kładki (Minnesota, USA)

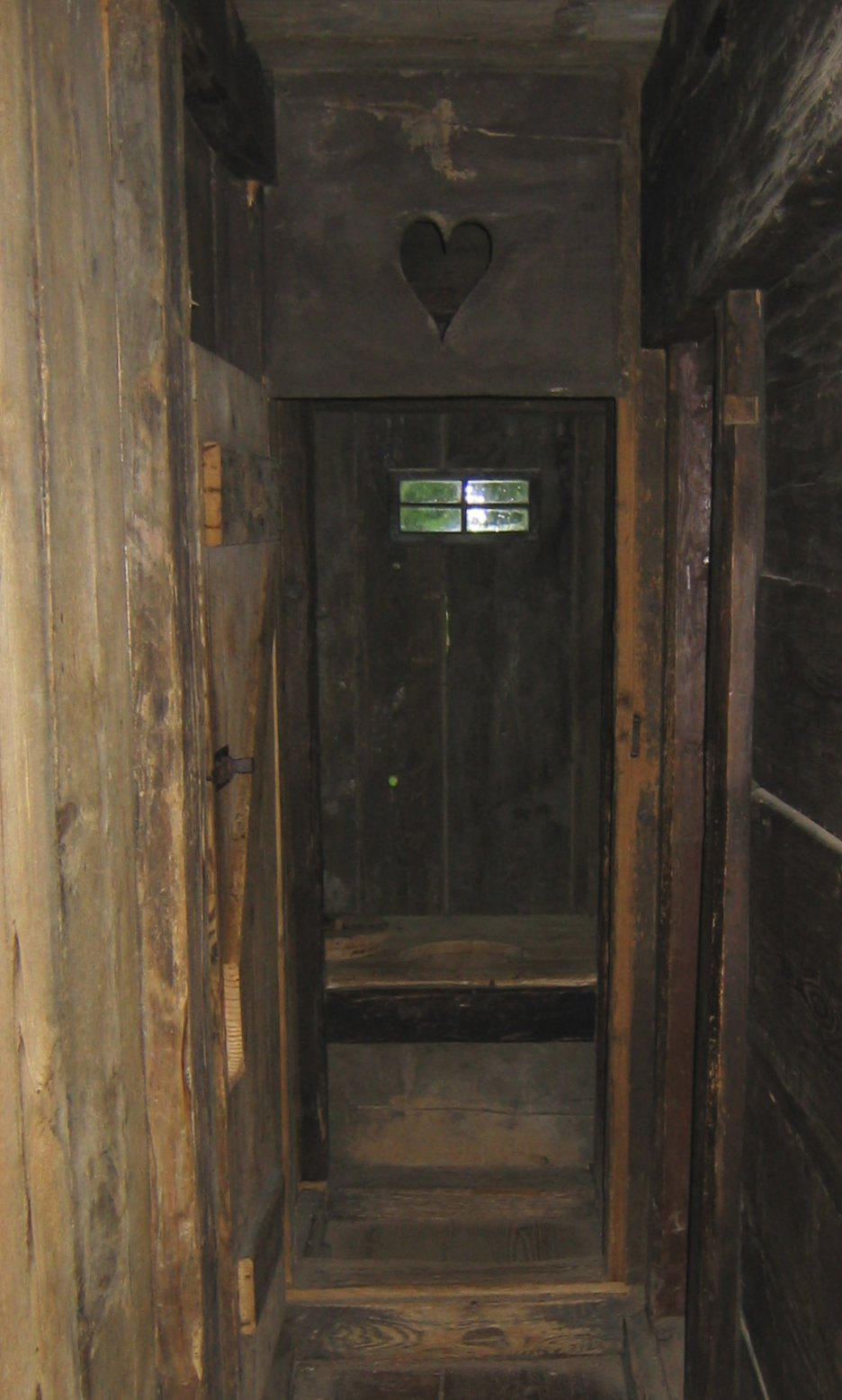
Wychodek umieszczony wewnątrz budynku

Wychodek (także: wygódka, sławojka, kloaka) – ogólna nazwa pomieszczenia sanitarnego (o różnej budowie i wymiarach) przeznaczonego dla ludzi do usuwania kału (defekacja) i wydalania moczu.
Zwykle jest to budowla umieszczona w pewnej odległości i poza obrębem pomieszczeń mieszkalnych. Typowy wychodek ma kształt prostopadłościanu postawionego na krótszym boku i ma ścięty daszek (zwykle z przodu jest on wyższy a z tyłu niższy). Drzwi wejściowe usytuowane są zwykle od strony frontowej.
Część budowli tego typu może być także "przyklejona" jednym z boków do innych obiektów budowlanych (zwłaszcza do obór lub stajni) lub stanowić jedno z pomieszczeń tych obiektów. Jest to typowe zwłaszcza w sytuacji, gdy obszar posiadanego placu nie pozwala na inne usytuowanie wychodka.
Ten rodzaj ubikacji spotykany jest w Polsce w uboższych wsiach i niekiedy nawet w małych miastach, niedysponujących kanalizacją sanitarną ani ogólnospławną, jak również wszędzie tam, gdzie instalowanie rozwiązań bardziej technologicznie zaawansowanych nie ma ekonomicznego uzasadnienia.

## Geneza nazwy i zwroty zawierające ten wyraz

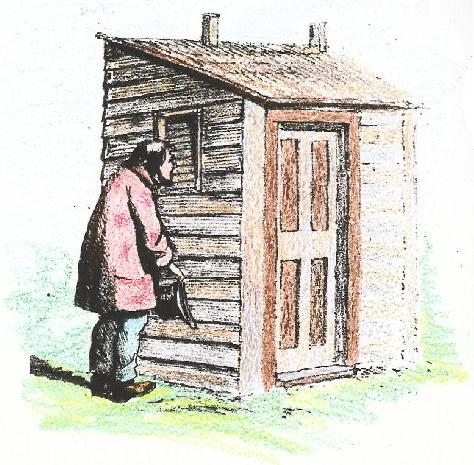
Oczekiwanie przed wychodkiem.

Nazwa pochodzi od wyjść (za potrzebą). Wychodek jest to pomieszczenie do którego należy wyjść, aby z niego skorzystać. Domyślnie położone więc poza obrębem domu (np. sławojka) lub lokalu mieszkalnego (np. nieskanalizowana ubikacja znajdująca się na klatce schodowej). Wychodek zwykle kojarzy się z nieskanalizowanym typem ubikacji.
W mowie potocznej termin wychodek może także oznaczać jakąkolwiek ubikację lub ustronne miejsce zwykle o nie najwyższym standardzie sanitarnym.
Zwrot zachowanie (język, rozmowa, rozumowanie) na poziomie wychodka oznacza nietaktowne zachowanie, użycie wulgarnego języka lub zastosowanie prostackiego rozumowania.